# Renat
Renat ist ein männlicher Vorname. Einerseits ist er tatarischer Herkunft, wo er auch in der Variante Rinat verbreitet ist. Andererseits handelt es sich um die rätoromanische Variante von René.

## Bekannte Träger
- Renat Abdulin (* 1982), kasachischer Fußballspieler
- Renat Dadashov (* 1999), deutsch-aserbaidschanischer Fußballspieler
- Renat Rudolfowitsch Janbajew (* 1984), russischer Fußballspieler
- Renat Kusmin (* 1967), ukrainischer Jurist
- Renat Abdulraschitowitsch Mamaschew (* 1983), russischer Eishockeyspieler
- Renat Charissowitsch Sabitow (* 1985), russischer Fußballspieler